# اچ‌ام‌اس دایموند (دی۳۴)
اچ‌ام‌اس دایموند (دی۳۴) (به انگلیسی: HMS Diamond (D34)) یک کشتی است که طول آن ۱۵۲٫۴ متر () می‌باشد. این کشتی در سال ۲۰۰۷ ساخته شد.